# WCW Fall Brawl

Logo du WCW Fall Brawl.

Fall Brawl est un ancien évènement annuel de catch produit par la World Championship Wrestling (WCW) et visible uniquement à la télévision en paiement à la séance au mois de septembre de 1993 à 2000. Le nom trouve ses origines de la dernière édition du Clash of the Champions, appelé Fall Brawl. Il était considéré par nombre d'observateurs comme la réponse de la WCW au Survivor Series de la World Wrestling Entertainment (WWE), avec le WarGames match (en) qui prenait place lors de cet évènement.

## 1993
Fall Brawl 1993: War Games s'est déroulé le 19 septembre 1993 au Astro Arena de Houston, Texas.
- Dark match : Erik Watts def. Bobby Eaton
  - Watts a fait abandonner Eaton.
- Lord Steven Regal (w/Sir William) def. Ricky Steamboat pour remporter le WCW World Television Championship (17:05)
  - Regal a effectué le tombé sur Steamboat après que William eut frappé Steamboat avec la parapluie de Sir William.
- Charlie Norris def. Big Sky (4:34)
  - Norris a effectué le tombé sur Sky.
- Too Cold Scorpio et Marcus Bagwell def. The Equalizer et Paul Orndorff (10:46)
  - Scorpio a effectué le tombé sur Equalizer.
- Ice Train def. Shanghai Pierce (w/Tex Slazenger) (3:27)
  - Train a effectué le tombé sur Pierce.
- The Nasty Boys (Brian Knobbs et Jerry Sags) (w/Missy Hyatt) def. Arn Anderson et Paul Roma pour remporter le WCW World Tag Team Championship (23:58)
  - Knobbs a effectué le tombé sur Roma.
- Cactus Jack def. Yoshi Kwan (w/Harley Race) (3:38)
  - Jack a effectué le tombé sur Kwan.
- Rick Rude def. Ric Flair pour remporter le WCW International World Heavyweight Championship (30:47)
  - Rude a effectué le tombé sur Flair.
- Sting, Davey Boy Smith, Dustin Rhodes et The Shockmaster def. Sid Vicious, Vader et Harlem Heat (Kole et Kane) dans un WarGames match (16:39)
  - Shockmaster a fait abandonner Kole.

## 1994
Fall Brawl 1994: War Games s'est déroulé le 18 septembre 1994 au Roanoke Civic Center de Roanoke, Virginie.
- Dark match : Brad Armstrong et Brian Armstrong def. Bad Attitude (Steve Keirn et Bobby Eaton)
- Johnny B. Badd def. Lord Steven Regal pour remporter le WCW World Television Championship (11:08)
  - Badd a effectué le tombé sur Regal.
- Kevin Sullivan (w/Dave Sullivan) def. Cactus Jack dans un Loser Leaves WCW match (6:08)
  - Sullivan a effectué le tombé sur Jack.
- Steve Austin def. Ricky Steamboat pour remporter le WCW United States Championship (0:00)
  - Austin s'est vu remettre le titre par forfait après que Steamboat souffrait d'une blessure au dos mettant fin à sa carrière.
- Jim Duggan def. Steve Austin pour remporter le WCW United States Championship (0:27)
  - Duggan a effectué le tombé sur Austin.
- Pretty Wonderful (Paul Orndorff et Paul Roma) def. Stars 'n' Stripes (The Patriot et Marcus Alexander Bagwell) pour conserver le WCW World Tag Team Championship (12:54)
  - Roma a effectué le tombé sur Bagwell.
- Vader def. Sting et The Guardian Angel dans un Triangle Elimination match (30:22)
  - Vader a effectué le tombé sur The Guardian Angel (7:04)
  - Vader a effectué le tombé sur Sting (30:22)
- Team Rhodes (The Nasty Boys (Brian Knobbs et Jerry Sags), Dusty Rhodes et Dustin Rhodes) def. The Stud Stable (Terry Funk, Arn Anderson, Bunkhouse Buck et Colonel Robert Parker) dans un WarGames match (19:05)
  - Dusty a fait abandonner Parker.

## 1995
Fall Brawl 1995: War Games s'est déroulé le 17 septembre 1995 au Asheville Civic Center de Asheville, Caroline du Nord.
- Main Event match : Big Bubba Rogers def. Mark Minh (1:04)
  - Rogers a effectué le tombé sur Minh.
- Main Event match : Disco Inferno def. Joey Maggs (2:33)
  - Inferno a effectué le tombé sur Maggs.
- Main Event match : Alex Wright a combattu Eddie Guerrero pour un match nul (6:36)
- Main Event match : The American Males (Marcus Bagwell et Scotty Riggs) def. The Nasty Boys (Brian Knobbs et Jerry Sags) (4:15)
  - Bagwell a effectué le tombé sur Knobbs.
- Johnny B. Badd def. Brian Pillman (29:14)
  - Badd a effectué le tombé sur Pillman après un double cross-body lock pour devenir aspirant numéro un au titre US.
- Sgt. Craig Pittman def. Cobra (1:22)
  - Pittman a fait abandonner Cobra sur le Code Red.
- Diamond Dallas Page def. Renegade pour remporter le WCW World Television Championship (8:07)
  - Page a effectué le tombé sur Renegade après un Diamond Cutter.
- Harlem Heat (Booker T et Stevie Ray) def. Bunkhouse Buck et Dick Slater pour remporter le WCW World Tag Team Championship (16:49)
  - Stevie a effectué le tombé sur Slater après un big boot des Nasty Boys.
- Arn Anderson def. Ric Flair (22:37)
  - Anderson a effectué le tombé sur Flair après un DDT.
- The Hulkamaniacs (Hulk Hogan, Randy Savage, Lex Luger et Sting) def. The Dungeon of Doom (Kamala, Zodiac, Shark et Meng (w/The Taskmaster) dans un WarGames match (18:47)
  - Hogan a fait abandonner Zodiac sur un Chin Lock.
  - À la suite de cette victoire, Hogan obtenait 5 minutes seul avec Taskmaster.

## 1996
Fall Brawl 1996: War Games s'est déroulé le 15 septembre 1996 au Lawrence Joel Veterans Memorial Coliseum de Winston-Salem, Caroline du Nord.
- Diamond Dallas Page def. Chavo Guerrero, Jr. (13:07)
  - Page a effectué le tombé sur Guerrero.
- Ice Train (w/Teddy Long) def. Scott Norton dans un Submission match (7:08)
  - Train a fait abandonner Norton sur un Full Nelson.
- Konnan (w/Jimmy Hart) def. Juventud Guerrera pour conserver le AAA Heavyweight Championship (13:45)
  - Konnan a effectué le tombé sur Guerrera.
- Chris Benoit def. Chris Jericho (14:36)
  - Benoit a effectué le tombé sur Jericho.
- Rey Misterio, Jr. def. Super Calo pour conserver le WCW Cruiserweight Championship (15:47)
  - Misterio a effectué le tombé sur Calo.
- Harlem Heat (Booker T et Stevie Ray) (w/Sister Sherri) def. The Nasty Boys (Brian Knobbs et Jerry Sags) pour conserver le WCW World Tag Team Championship (15:31)
  - Booker a effectué le tombé sur Knobbs.
- The Giant def. Randy Savage (7:47)
  - Giant a effectué le tombé sur Savage.
- Team nWo (Hollywood Hogan, Scott Hall, Kevin Nash et nWo Sting) (w/Ted DiBiase) def. Team WCW (Lex Luger, Ric Flair, Arn Anderson et Sting) (w/Miss Elizabeth et Woman) dans un WarGames match (18:15)
  - nWo Sting a fait abandonner Luger sur le Scorpion Deathlock.

## 1997
Fall Brawl 1997: War Games s'est déroulé le 14 septembre 1997 au Lawrence Joel Veterans Memorial Coliseum de Winston-Salem, Caroline du Nord.
- Eddie Guerrero def. Chris Jericho pour remporter le WCW Cruiserweight Championship (17:19)
  - Guerrero a effectué le tombé sur Jericho après un Frog Splash.
- The Steiner Brothers (Rick et Scott) (w/Ted DiBiase) def. Harlem Heat (Booker T et Stevie Ray) (11:44)
  - Rick a effectué le tombé sur Booker après un combo German Suplex/Lariat.
- Alex Wright def. Ultimo Dragon pour conserver le WCW World Television Championship (18:43)
  - Wright a effectué le tombé sur Dragon sur une German Suplex.
- Jeff Jarrett (w/Debra) def. Dean Malenko (14:53)
  - Jarrett a fait abandonner Malenko sur le Figure Four Leglock.
- Wrath et Mortis (w/James Vandernberg) def. The Faces of Fear (Meng et The Barbarian) (12:22)
  - Wrath a effectué le tombé sur Meng après un Death Penalty.
- The Giant def. Scott Norton (5:27)
  - Giant a effectué le tombé sur Norton après un chokeslam.
- Lex Luger et Diamond Dallas Page def. Scott Hall et Randy Savage (w/Miss Elizabeth) dans un No Disqualification match (10:19)
  - Luger a effectué le tombé sur Hall avec un roll-up.
- The nWo (Buff Bagwell, Kevin Nash, Syxx et Konnan) def. The Four Horsemen (Chris Benoit, Steve McMichael, Ric Flair et Curt Hennig) dans un WarGames match (19:37)
  - McMichael a jetté l'éponge pour que la nWo arrête d'attaquer Flair.
  - Pendant le match, Hennig s'est retourné contre les Horsemen, le match devenait un 5 contre 3.

## 1998
Fall Brawl 1998: War Games s'est déroulé le 13 septembre 1998 au Lawrence Joel Veterans Memorial Coliseum de Winston-Salem, Caroline du Nord.
- Davey Boy Smith et Jim Neidhart def. The Dancing Fools (Alex Wright et Disco Inferno) (11:03)
  - Smith a effectué le tombé sur Inferno après un Running Powerslam.
- Chris Jericho def. Fake Goldberg pour conserver le WCW World Television Championship (1:15)
  - Jericho a fait abandonner le Fake Goldberg sur le Liontamer.
- Ernest Miller (en) def. Norman Smiley (5:04)
  - Miller a effectué le tombé sur Smiley après un Spinning Wheel Kick.
- Rick Steiner a combattu Scott Steiner (w/Buff Bagwell) pour un match nul (5:30)
  - Le match prenait fin après intervention de Bagwell.
- Juventud Guerrera def. Silver King pour conserver le WCW Cruiserweight Championship (8:36)
  - Guerrera a effectué le tombé sur King après un 450 Splash.
- Perry Saturn def. Raven dans un Raven's Rules match (14:04)
  - Saturn a effectué le tombé sur Raven après un Death Valley Driver pour libérer The Flock.
  - si Saturn perdait, il devait être le serviteur de Raven.
- Dean Malenko def. Curt Hennig (w/Rick Rude) par disqualification (7:38)
  - Hennig était disqualifié après que Rude attaquait Malenko.
- Konnan def. Scott Hall (w/Vincent) (12:03)
  - Konnan a fait abandonner Hall sur le Tequila Sunrise.
- Diamond Dallas Page def. Hulk Hogan, Bret Hart, Stevie Ray, Kevin Nash, Sting, Lex Luger, Roddy Piper, et The Ultimate Warrior dans un WarGames match (20:06)
  - Page a effectué le tombé sur Ray après un Diamond Cutter pour devenir aspirant numéro un au WCW World Heavyweight Championship.

## 1999
Fall Brawl 1999 s'est déroulé le 12 septembre 1999 au Lawrence Joel Veterans Memorial Coliseum de Winston-Salem, Caroline du Nord.
- Rey Misterio, Jr., Eddie Guerrero et Billy Kidman def. Vampiro et The Insane Clown Posse (Violent J et Shaggy 2 Dope) (14:14)
  - Kidman a effectué le tombé sur Vampiro après un Shooting star press.
- Lenny Lane (w/Lodi) def. Kaz Hayashi pour conserver le WCW Cruiserweight Championship (12:09)
  - Lane a effectué le tombé sur Hayashi après un Blow Pop Drop.
- The First Family (Hugh Morrus et Brian Knobbs) (w/Jimmy Hart) def. The Revolution (Dean Malenko et Shane Douglas) dans un No Disqualification match (9:26)
  - Morrus a effectué le tombé sur Malenko après un No Laughing Matter.
- Rick Steiner def. Perry Saturn pour conserver le WCW World Television Championship (9:23)
  - Steiner a effectué le tombé sur Saturn après un Steiner Bulldog.
- Berlyn (w/The Wall) def. Jim Duggan (7:58)
  - Berlyn a effectué le tombé sur Duggan après un Hangman's Neckbreaker.
  - Duggan était le remplaçant de Buff Bagwell, qui était en retard.
- Harlem Heat (Booker T et Stevie Ray) def. The West Texas Rednecks (Barry Windham et Kendall Windham) (w/Curt Hennig) pour remporter le WCW World Tag Team Championship (13:05)
  - Booker a effectué le tombé sur Kendall après un Missile Dropkick.
- Sid Vicious def. Chris Benoit pour remporter le WCW United States Championship (11:48)
  - Vicious a effectué le tombé sur Benoit après un powerbomb.
- Goldberg def. Diamond Dallas Page (9:04)
  - Goldberg a effectué le tombé sur Page après un Jackhammer.
- Sting def. Hulk Hogan pour remporter le WCW World Heavyweight Championship (13:55)
  - Sting a fait abandonner Hogan sur le Scorpion Deathlock.

## 2000
Fall Brawl 2000 s'est déroulé le 17 septembre 2000 au HSBC Arena de Buffalo, New York.
- Elix Skipper (w/Major Gunns) def. Kwee Wee (w/Paisley) pour conserver le WCW Cruiserweight Championship (11:03)
  - Skipper a effectué le tombé sur Kwee Wee après un Overdrive.
- The Misfits in Action (Cpl. Cajun, Lt. Loco et Sgt. AWOL) def. 3 Count (Shannon Moore, Evan Karagias, et Shane Helms) (10:25)
  - Cajun a effectué le tombé sur Helms après un Whiplash 2000.
- The Harris Brothers (Ron et Don) def. KroniK (Brian Adams et Bryan Clark) dans un First Blood Chain match (6:37)
  - The Harris Brothers l'emportaient quand Adams commençait à saigner.
- Lance Storm (w/Major Gunns) def. General Rection (avec Jim Duggan en tant qu'arbitre spécial) pour conserver le WCW United States Championship (6:46)
  - Storm a fait abandonner Rection sur le Maple Leaf.
  - Jim Duggan s'est retourné contre MIA et a joint Team Canada.
- The Filthy Animals (Disco Inferno, Rey Mysterio Jr., Juventud Guerrera, Konnan, et Tygress), Big Vito et Paul Orndorff ont combattu The Natural Born Thrillers (Mark Jindrak, Sean O'Haire, Mike Sanders, Chuck Palumbo, Shawn Stasiak, Reno et Johnny the Bull) pour un match nul dans un Elimination match (16:34)
  - O'Haire a effectué le tombé sur Konnan après un Chartbuster de Inferno (6:00)
  - Reno a effectué le tombé sur Inferno (6:53)
  - Reno a effectué le tombé sur Vito après un Snake Eyes (8:43)
  - Misterio a effectué le tombé sur Reno après un Diving leg drop low blow avec l'aide de Guerrera (10:45)
  - O'Haire a effectué le tombé sur Guerrera aftaprès une Seanton Bomb (12:08)
  - Orndorff a effectué le tombé sur Johnny après un Spike Piledriver (13:28)
  - Le match était arrêté après que Orndorff souffrait d'une (16:34)
- Shane Douglas et Torrie Wilson def. Billy Kidman et Madusa dans un Scaffold match (5:01)
  - Douglas et Wilson l'emportaient quand Wilson grimpait sur le côté opposé de la scaffold.
- Sting def. The Great Muta et Vampiro (w/The Insane Clown Posse (Violent J et Shaggy 2 Dope)) dans un Triangle match (5:12)
  - Sting a effectué le tombé sur Muta après un Scorpion Deathdrop.
- Mike Awesome def. Jeff Jarrett dans un Bunkhouse Brawl (9:04)
  - Awesome a effectué le tombé sur Jarrett après que Sting fut intervenu et eut porté un Scorpion Deathdrop sur Jarrett.
  - Pendant le match, Jarrett a frappé Gary Coleman avec une guitare.
- Scott Steiner def. Goldberg dans un No Disqualification match (13:50)
  - Steiner l'emportait par KO après avoir placé un Goldberg inconscient dans le Steiner Recliner.
- Booker T def. Kevin Nash dans un Steel cage match pour remporter le WCW World Heavyweight Championship (9:02)
  - Booker a effectué le tombé sur Nash après un Book End.